# Kolej

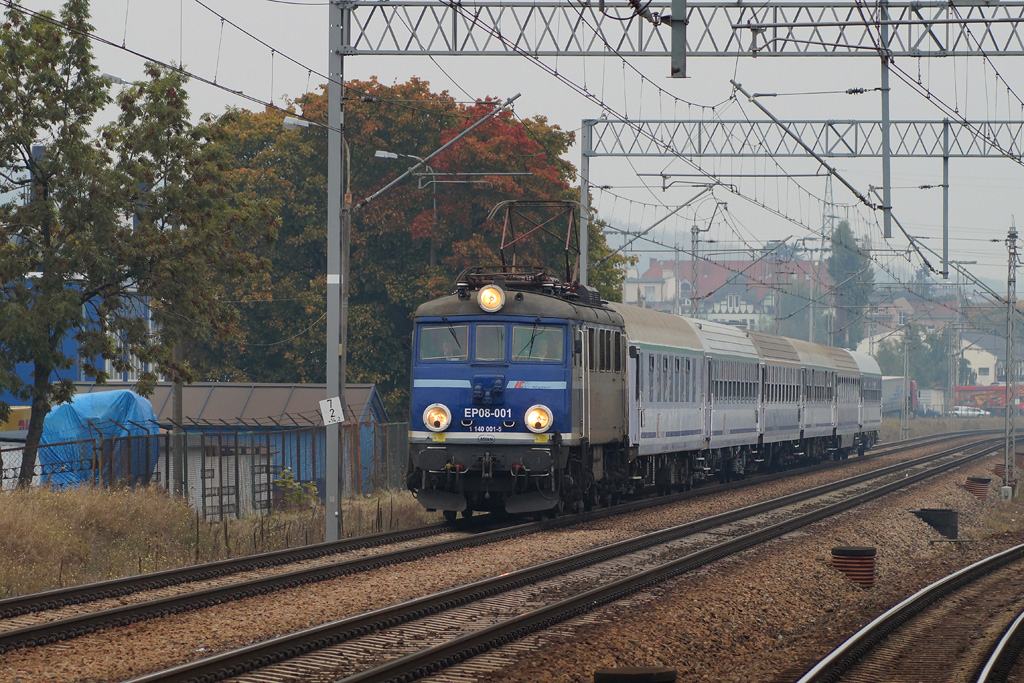
Kolej

Kolej (również kolej żelazna) – droga szynowa wraz z przeznaczonymi do ich eksploatacji budowlami, urządzeniami oraz poruszającym się po tych drogach taborem, służąca do przewozu osób i rzeczy.
Według innej definicji kolej oznacza linię komunikacyjną, zbudowaną z szyn, wyłącznie do użytku przez pojazdy szynowe.
Kolej była pierwszym efektywnym środkiem masowego transportu lądowego.
Ustawa z dnia 2 grudnia 1960 r. o kolejach definiowała kolej jako:
1) drogi szynowe wraz z przeznaczonymi do ich eksploatacji i utrzymania budowlami, urządzeniami oraz poruszającym się po tych drogach taborem, służące do przewozu osób, przesyłek oraz ładunków,
2) urządzenia transportowe linowe i linowo-terenowe, służące do publicznego przewozu osób w celach turystyczno-sportowych.
Według ww. ustawy koleje dzieliły się na:
- koleje użytku publicznego – przeznaczone do publicznego przewozu osób i przesyłek,
- koleje użytku niepublicznego – służące do wyłącznego użytku eksploatujących je jednostek.

Do kolei użytku niepublicznego zalicza się również bocznice kolejowe, połączone z siecią kolei użytku publicznego.
Elementy infrastruktury kolejowej są prezentowane m.in. na mapach kolejowych.

## Historia kolei
Kolej, począwszy od 4. dziesięciolecia XIX w., znalazła zastosowanie jako środek transportu w Europie. Rozpowszechnienie kolei spowodowało olbrzymi przewrót w transporcie, w życiu gospodarczym, kulturalnym i politycznym.
Kolej przeobrażała charakter gospodarczy państw, jak np. w Szwajcarii, która dzięki kolejom z kraju pasterskiego i rolniczego stała się krajem wybitnie przemysłowym. Wzmacniała spoistość państw przez zbliżanie odległych granicznych terenów do centrum, np. Kolej Transsyberyjska, która na początku XX w. połączyła wschodnią Syberię i Mandżurię z Rosją europejską. Wzmacniała też zdolności militarne i obronne państwa, umożliwiając szybką mobilizację i przerzucanie wojsk oraz łatwe ich zaopatrzenie.